# Росси, Алекс Сандро
Алекс Сандро Росси (порт. Alex Sandro Rossi; 22 апреля 1968, Касеки) — бразильский футболист, нападающий.

## Карьера
Алекс Сандро Росси родился 22 апреля 1968 года в небольшом городе Касеки на ферме своего отца Жозе и матери Энедины. Отец хотел видеть своего сына футболистом и потому отослал его в Рио-де-Жанейро пройти просмотр в детской школе «Флуминенсе», но там мальчик не приглянулся тренерам и был отправлен домой, но отец не остановился на первой неудаче и отослал сына в Порту-Алегри, столицу штата Риу-Гранди-ду-Сул, находящейся за 412 км от Касеки, где Алекс Сандро успешно прошёл просмотр в детской школе «Гремио». Однако в основе «Гремио» Росси так и не дебютировал и в 1990 году перешёл в стан главного соперника «Гремио», клуб «Интернасьонал», с которым он выиграл чемпионат штата, а сам Алекс забил победный мяч в первой игре и в третьей, которая принесла титул «Интернасьоналю».
Сезон 1992 года Росси в «Интернасьонале» не доиграл он перешёл в парагвайскую команду «Серро Портеньо» с которой стал чемпионом Парагвая, затем играл в Аргентине за клуб «Росарио Сентраль», после того как в Апертуре 1994 года он забил лишь 4 мяча, Росси ушёл в клуб «Банфилд», затем играл в Перу за «Университарио» и Испании за «Осасуну», а завершил карьеру на родине, играя за множество бразильских клубов, последней командой Росси был клуб «Тупи» из штата Минас-Жерайс, в котором он завершил карьеру в возрасте 35-ти лет.
Сейчас Росси живёт на ферме своего отца, воспитывая вместе со своей второй женой Марсией детей Педро, Сандро и Бруно.

## Достижения
- Чемпион штата Риу-Гранди-ду-Сул: 1991
- Чемпион Парагвая: 1992